# Aria Yousefi
Aria Yousefi (en persan : آریا یوسفی), né le 22 avril 2002 à Bandar-e Mahchahr en Iran, est un footballeur international iranien. Il joue au poste d'arrière droit au Sepahan SC.

## Biographie

### En club
Né à Bandar-e Mahchahr en Iran, Aria Yousefi est formé par le Naft Ahvaz, avant de rejoindre le Sepahan SC, où il poursuit sa formation. En septembre 2021 il est officiellement promu en équipe première et signe un nouveau contrat de cinq ans.
Il joue son premier match en professionnel avec ce club le 24 octobre 2021 face au Naft Masjed Soleyman F.C. (en), en première division iranienne. Il entre en jeu et son équipe s'impose par trois buts à zéro.
Yousefi remporte son premier trophée, la Coupe d'Iran, en entrant en jeu le 20 juin 2024, lors de la finale face au Mes Rafsanjan F.C. (en). Son équipe s'impose par deux buts à zéro,.

### En sélection
Aria Yousefi honore sa première sélection avec l'Iran le 21 mars 2024, face à Hong Kong. Il est titularisé jeu puis remplacé après l'heure de jeu par Saleh Hardani. Son équipe s'impose sur le score de quatre buts à deux.

## Palmarès
Sepahan SC
- Coupe d'Iran (1) :
  - Vainqueur : 2024.